# Maschinenbau Drushkowka

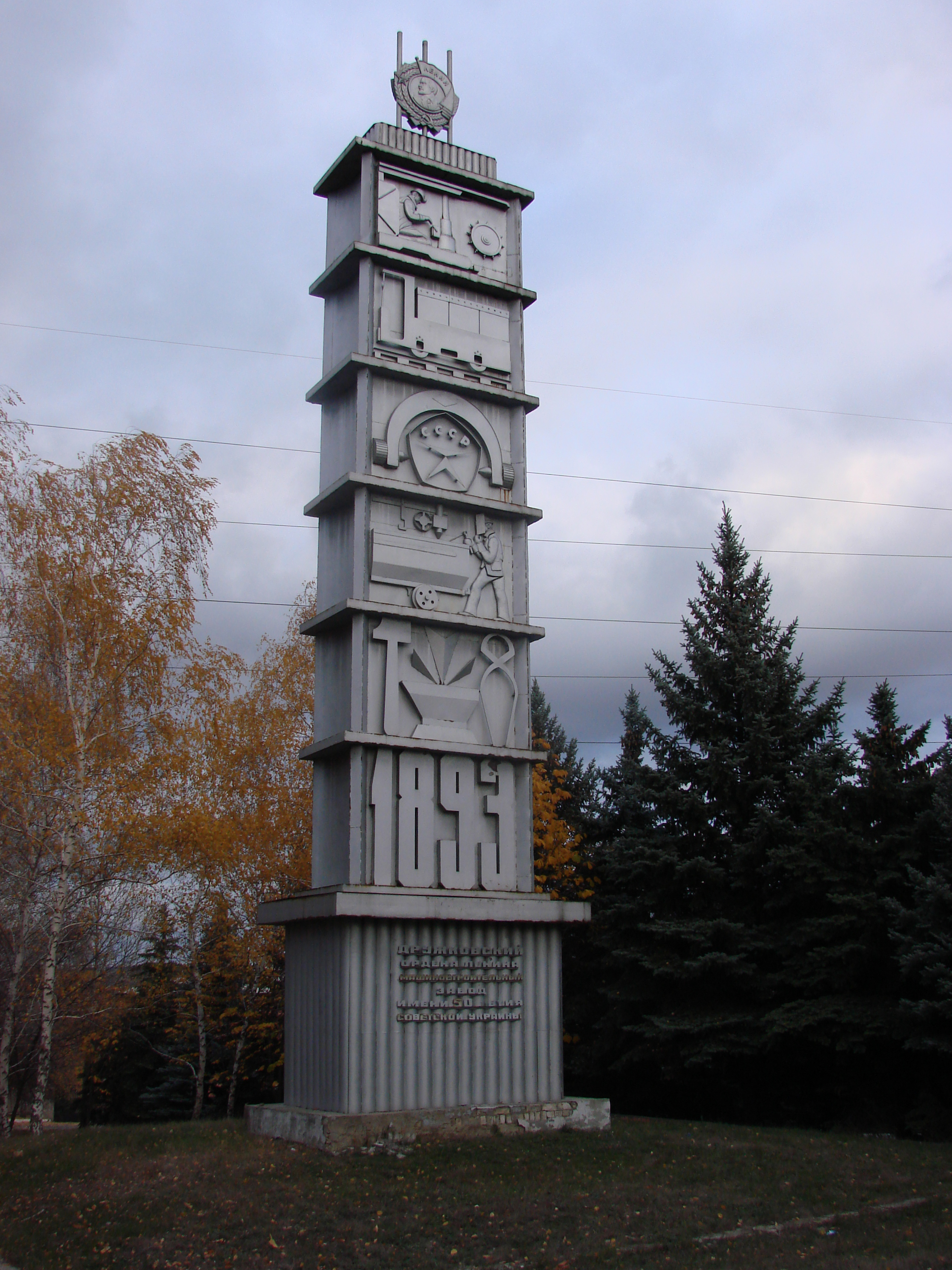
Tafel zur Gründung des Werkes

Die Maschinenbau Drushkowka Aktiengesellschaft ist der größte Hersteller von Bergbauausrüstung in der Ukraine mit Sitz in Druschkiwka und durch ihre einzelnen Typen (mechanisierte Befestigungs-, Bergwerks- und Bergbauwagen) Marktführer in Osteuropa. Das Unternehmen ist Teil der Holding SMK Mining Machines, die wiederum durch die Investmentholding Systems Capital Management (SCM) des ukrainischen Oligarchen Rinat Achmetow beherrscht wird. Das Unternehmen beschäftigt rund 5000 Mitarbeiter. Teil des Unternehmens ist eine leistungsstarke Stahlhütte mit einem jährlichen Volumen zum fertigen Guss von mehr als 100.000 Tonnen Gussstahl.

## Produkte
- mechanisierte zweibeständige Verbindungselemente (CDD, DT, DTM, DM)
- mechanisierte vierköpfige Befestigungen (CD90, CD90T, CD80)
- Montagewidder (MT-1,5, 87UMN, 1M88)
- Montagepaarung (CSR)
- automatisierte Montageschilde (2DDA)
- SMES-Hobing-Komplexe
- Diesellokomotiven
- Kontakt-Elektrolokomotiven
- Schaberförderer CCD

## Geschichte
Das Werk wurde 1893 von der französischen Aktiengesellschaft „Donetsk“, einem Unternehmen für Eisen- und Stahlbearbeitung, als metallurgisches Unternehmen gegründet. 
Die dynamische und vielversprechende Entwicklung der Anlage und der Stadt wurde 1918 unterbrochen. Als deutsche Truppen sich der Stadt näherten, ließ der Leiter des Stadtrates, A. Radchenko, Evakuierungsmaßnahmen durchführen. Danach wurde die Fabrik zunächst nachhaltig in ihrer Kapazität geschädigt. 
Seit 1936 ist das Unternehmen auf die Herstellung von Bergbauausrüstung spezialisiert. 
1942 bis 1943 war das Unternehmen in das deutsche Iwan-Programm integriert. Patenbetrieb für den Wiederaufbau des Unternehmens in dieser Zeit waren die Vereinigten Stahlwerke.
Im Laufe der Zeit wurde das Werk zu einem der wichtigsten Unternehmen der Branche. 1968 wurden der Direktor der Anlage, A. Kupriyanov und, der Designer V. Naumkin für die Schaffung neuer Arten von Stollenbefestigungen mit dem sowjetischen Staatspreis ausgezeichnet.